# غوران يوفانوفيتش
غوران يوفانوفيتش (20 مارس 1976 بنيش في صربيا - ) هو مدرب كرة قدم ولاعب كرة قدم صربي في مركز الوسط. لعب مع أنجي محج قلعة ورادنيتشكي نيش وغيور تورنا أوزتالي ونادي سلافيا-موزير وFK Železničar Niš ‏.

## وصلات خارجية
- غوران يوفانوفيتش على موقع قاعدة بيانات كرة القدم.إي يو (الإنجليزية)
- غوران يوفانوفيتش على موقع عالم كرة القدم.نت (الإنجليزية)